# Arri (Tanzania)
Arri è una circoscrizione rurale (rural ward) della Tanzania situata nel distretto rurale di Babati, regione del Manyara. Conta una popolazione di 16 114 abitanti (censimento 2022).